# Ng On Yee
Ng On Yee (* 17. November 1990 in Hongkong) ist eine chinesische Snookerspielerin aus Hongkong. Sie ist dreifache Weltmeisterin und dreifache Amateurweltmeisterin im Frauensnooker. Von 2021 bis 2023 spielte sie zwei Jahre auf der World Snooker Tour.

## Karriere

### Erfolge im Amateurbereich
Ng On Yee gewann 2009 die Amateurweltmeisterschaft der Frauen mit 5:1 gegen die Australierin Kathy Parashis. Im folgenden Jahr verteidigte sie ihren Titel mit einem 5:0-White-wash gegen ihre Landsmännin Jaique Ip Wan In. 2012 verlor sie im Finale mit 1:5 gegen Wendy Jans. 2014 nahm sie an den Dongguan Open 2014 – dem vierten und letztem Event der Asian Tour 2013/14 – teil und verlor in der ersten Runde mit 1:4 gegen Chen Ruifu, der eine Runde später gegen den späteren Sieger Stuart Bingham ausscheiden sollte.

### Durchbruch im Frauensnooker
2014 verlor sie im Finale der Snookerweltmeisterschaft der Frauen mit 0:6 gegen Reanne Evans, die damit ihren 10. Titel in Folge gewann. Nur ein Jahr später stand Ng On Yee wieder im WM-Finale, diesmal gegen Emma Bonney. Sie gewann mit 6:2 und war damit die erste Weltmeisterin, die nicht von den Britischen Inseln kam. Davor nahm sie noch an den Haining Open 2015 teil – dem einzigen Event der Asian Tour 2015/16, wo sie in der ersten Vorqualifikationsrunde mit 4:3 gegen Ding Kai verlor. Bei der Snookerweltmeisterschaft verlor sie in der ersten Runde mit 1:10 gegen Peter Lines. Kurz darauf nahm sie an der Q School 2016 teil: Im ersten Event verlor sie in der Runde der letzten 32 gegen Daniel Womersley, im zweiten Event in der Runde der letzten 64 gegen John Astley. Am 28. August 2016 gewann sie in der Stadthalle von Fürth das Finale des Paul Hunter Ladies Classic 2016 gegen Reanne Evans, mit 4:1 und erhielt dafür ein Preisgeld von 3.200 Euro und den Siegerpokal.
2016/17 nahm sie auch an der UK Ladies Championship teil, wo sie im Halbfinale an Reanne Evans scheiterte. Beim Womens Masters verlor sie gegen Jaique Ip Wan In. Im selben Jahr verlor sie im Finale der Frauen-WM mit 4:6 gegen Reanne Evans. Bei der Frauenweltmeisterschaft konnte sie Reanne Evans im Halbfinale mit 5:4 besiegen, sodass sie zum vierten Mal in Folge im Finale stand. Dort besiegte sie die Inderin Vidya Pillai mit 6:5. Damit erhielt sie die Startberechtigung für die Qualifikation zur Snookerweltmeisterschaft 2017, wo sie in der ersten Runde mit 1:10 gegen Nigel Bond verlor.
Im April 2017 gewann sie die Women’s Six Red World Championship und die Women’s Ten Red World Championship. Kurz darauf nahm sie an der Q School 2017 teil. Im ersten Event zog sie in die Runde der letzten 32 ein, wo sie an Ma Tingpeng scheiterte, im zweiten verlor sie in Runde 1 gegen Jeff Cundy. Im Juli nahm Ng On Yee an den World Games teil, wo sie in der ersten Runde an Michael Judge scheiterte. Knapp einen Monat später verlor sie ihren Titel beim Paul Hunter Womens Classic, als sie mit 1:4 im Finale gegen Reanne Evans scheiterte. Bald darauf siegte sie bei der Women’s UK Championship und beim Women’s Masters im Finale gegen Evans. Bei den Women’s British Open verlor sie im Halbfinale gegen Nutcharut Wongharuthai im Halbfinale. Am 17. März 2018 konnte sie zum dritten Mal Frauenweltmeisterin werden, als sie Maria Catalano im Finale mit 5:0 besiegte. In der Qualifikation für die Snookerweltmeisterschaft 2018 verlor sie in der ersten Runde wieder mit 1:10, diesmal gegen Matthew Selt. Nur wenige Tage später verlor sie ihre Weltmeistertitel im 10-Red-Snooker und im 6-Red-Snooker an Reanne Evans.
Zum dritten Mal in Folge nahm Ng On Yee 2018 an der Q School teil, wo sie nur einmal in die dritte Runde vorstieß. Im August nahm sie zum ersten Mal am Paul Hunter Classic teil, wo sie nach überstandener Qualifikation in der ersten Hauptrunde an Lukas Kleckers scheiterte. Für das vierte, fünfte und sechste Event der Challenge Tour 2018/19 erhielt sie eine Wildcard, alle Male verlor sie in der ersten Runde. Dazwischen gewann sie die UK Women’s Championship. Am 28. Oktober konnte sie Katrina Wang im Finale der Australian Women’s Snooker Open besiegen.
Bei den Women’s World Championship 2019 erreichte sie das Viertelfinale, wo sie mit 1:4 gegen Nutcharut Wongharuthai verlor. Bei den Belgian Women’s Open 2019 musste sie sich im Finale Reanne Evans geschlagen geben. Im April konnte sie bei der Qualifikation zur Profi-Weltmeisterschaft einen Achtungserfolg verbuchen: Gegen den langjährigen Profi Alan McManus konnte sie sechs Frames gewinnen, verlor am Ende aber mit 6:10.
Bei den Australian Women’s Snooker Open im Oktober 2019 wurde sie nach einem 2:4 gegen Wongharuthai Vizemeisterin. Im November stand sie im Finale des Women’s Masters, wo sie gegen Reanne Evans mit 2:4 verlor. 2020 gewann sie die Belgian Women’s Open 2020, dem letzten Turnier vor der fast zwei Jahre langen pandemiebedingten Pause, mit einem 4:2, wieder gegen Reanne Evans. Beim Women’s Masters 2021 holte sie ihren zweiten Masters Titel und ihren 16. Weltranglistentitel.

### Zwei Jahre Profitour
2021 erhielt sie als Zweitplatzierte der World Women’s Snooker Tour die Startberechtigung für die World Snooker Tour und wurde damit Snookerprofi. Zunächst musste sie in der Saison 2021/22 eine Reihe von Niederlagen hinnehmen, immerhin verlor sie gegen Shaun Murphy und Craig Steadman erst im Decider. In der Qualifikation zu den Welsh Open gelang ihr im Februar 2022 mit einem 4:2 gegen Wu Yize ihr erster Profisieg. Im September 2022 trat sie zusammen mit Judd Trump beim Mixed Doubles an. Sie gewannen gegen Reanne Evans/Ronnie O’Sullivan, schieden aber trotzdem nach der Gruppenphase aus. Bei den Einzelturnieren der zweiten Profisaison gewann sie bei den British Open 4:3 gegen Ken Doherty, schied dann aber gegen Jordan Brown aus. Ein weiterer Erfolg gelang ihr bei der UK Championship mit 6:4 über Jenson Kendrick. Es blieb bei diesen drei Profisiegen, auch wenn sie sich bei der abschließenden Profiweltmeisterschaft mit 8:10 gegen Michael Holt noch einmal achtbar schlug. Damit konnte sie sich aber nicht auf der Tour halten. In der Frauenweltrangliste belegte sie nur Platz 3 und auch in der Asia-Oceania Q School nach der Saison kam sie nicht sehr weit, womit sie auch keine neue Tourcard bekam.

## Erfolge
- Frauenweltmeisterin (WPBSA): 2015, 2017, 2018 (Platz 2 2014, 2016)
- Amateurweltmeisterin der Frauen (IBSF): 2009, 2010, 2019 (Platz 2 2012)